# Sara Goller
Sara Goller Niedrig(Starnberg, 21 de maio de 1984) é ex-voleibolista indoor e jogadora de vôlei de praia alemã, que no vôlei de praia, nas categorias de base do Campeonato Europeu foi campeã no Sub-20 em 2003 na Áustria,  medalhista de ouro no Sub-23 em 2004 na Chéquia, vice-campeã na edição de 2005 na Polônia e campeã em 2006 na Áustria.Taambém sagrou-se bicampeã do Campeonato Europeu em 2008 e 2010, ambas conquistas na Alemanha, duas medalhas de prata nesta competição nos anos de 2007 e 2009, Espanha e Rússia, respectivamente e a medalha de bronze na edição do ano de 2011 na Noruega.

## Carreira
Ela iniciou no voleibol de quadra  desde o ano de 1992 no TSV Herrsching, depois na temporada de 1996-97 transferiu-se para o SV Lohhof, competindo no Campeonato da Alemanha (Bundesliga) de 2003-04 pelo TSV Bayer 04 Leverkusen  e sendo finalista na Bundesliga e na Copa da Alemanha, também disputou a Challenge Cup (na época chamada de Copa CEV) de 2003-04, com eliminação nas quartas de final, época que atuou com sua futura dupla de vôlei de praia Laura Ludwig.
No vôlei de praia já praticava desde 1999, em 2002 estreou no circuito mundial com Ulrike Schmidt nos Grand Slams de Marselha e Klagenfurt, e disputou com Martina Stein o Campeonato Mundial Sub-21 em Catânia e terminaram na décima nona posição.Atuou com Friederike Romberg na conquista do título do Campeonato Europeu de Sub-20 de 2003 em Salzburgo e alcançou ao lado de Anja Günther a quinta posição no Campeonato Mundial Sub-21 de 2003 em Saint-Quay-Portrieux, mesmo posto obtido no no Campeonato Alemão em Timmendorfer Strand. 
Em 15 de maio de 2004, passa a jogar com Laura Ludwig, disputaram o Campeonato Europeu de Timmendorfer Strand terminando no vigésimo sétimo lugar e com Ilka Semmler disputou o Mundial Sub-21 de Porto Santo e terminaram na quinta posição, depois, com Laura Ludwing terminou na terceira posição no Campeonato Europeu Sub-23 de Brno.
Em 2005 esteve ao lado de Katrin Holtwick no Aberto de Xangai e no Grand Slam de Paris, e no circuito europeu em Alanya quando ficaram na sétima posição; depois, esteve com Laura Ludwing em outras competições do circuito mundial e tiveram como melhor resultado o nono lugar no Aberto de Montreal, foram as terceiras colocadas no campeonato alemão e disputaram o Campeonato Mundial de 2005 em Berlim, terminando na décima terceira posição e foram vice-campeãs do Campeonato EuropeuSub-23 de 2005, realizado em Mysłowice.
Em 2006, conquistaram o título nacional, o bronze na etapa Satélite de Lausana,  também venceram o Campeonato Europeu Sub-23 em 
Sankt Pölten, juntas nas competições do Circuito Mundial alcançaram um quinto lugar em Acapulco, e terminaram em quarto no Campeonato Europeu de Haia. 
Na temporada de 2007, conquistaram o  bicampeonato nacional, terminaram em décimo sétimo no Campeonato Mundial de Gstaad, mas foram vice-campeãs no Campeonato Europeu em Valência, no circuito mundial conquistaram ainda a medalha de prata em Espinho e a medalha de bronze no Grand Slam de Klagenfurt, terminou em quarto lugar no Grand Slam de Stavanger e quinto no Aberto de Marselha, foi eleita pelo público alemão da  revista especializada Volleyball-Magazin como a Jogadora do Ano 2007.
Com Ludwig conquistou o tricampeonato nacional em 2008, conquistaram o título do Campeonato Europeu de 2008 em Hamburgo, qualificaram-se para a Olimpíada de Pequim de 2008, e nesta competição foram eliminados nas oitavas de final, foi eleita novamente a Jogadora do Ano. 
No Circuito Mundial de 2009  conquistaram os terceiros lugares no Aberto de Brasília, nos Grand Slams de Moscou e Marselha, além do quarto lugar no Aberto de Xangai. Juntas, estiveram no Campeonato Europeu de 2009 em Sochi, ocasião que finalizaram com a medalha de prata; no mesmo ano foram bronze também no campeonato alemão.
Na temporada de 2010 foram vice-campeãs nacionais e também no circuito mundial: nos Aberto de Brasília e Sanya,  nos Grand Slams de Roma e Gstaad, além do terceiro lugar no Grand Slam de Klagenfurt; novamente competiram  e sagraram-se campeãs do Campeonato Europeu de 2010, sediado em Berlim.
No Campeonato Europeu de 2011 em Kristiansand, conquistou a medalha de bronze ao lado de Ludwig, voltaram a conquistar o título nacional, sagrando-se tetracampeãs; já nos torneios do circuito mundial, terminaram em quarto lugar no Aberto de Mysłowice  e o vice-campeonato no Grand Slam de Stavanger, terminaram em nono no Campeonato Mundial de Roma.
Disputaram juntas a  Olimpíada de Londres 2012, finalizaram na quinta posição, já no Circuito Mundial foram vice-campeãs no Grand Slam de Roma. No Campeonato Europeu de Scheveningen (Holanda), terminaram em nono. Elas venceram o torneio nacional do Smart Beach Tour em Norderney, foram eliminados logo após duas derrotas e terminaram o torneio em sétimo lugar. Em setembro de 2012, anunciou sua aposentadoria do vôlei de praia, e passou a jogar no vôlei indoor no mesmo ano na segunda Bundesliga pela equipe DSHS SnowTrex Cologne.

## Títulos e resultados
- Grand Slam de Roma do Circuito Mundial de Vôlei de Praia de 2012
- Grand Slam de Stavanger do Circuito Mundial de Vôlei de Praia de 2011
- Aberto de Sanya do Circuito Mundial de Vôlei de Praia de 2010
- Grand Slam de Gstaad do Circuito Mundial de Vôlei de Praia de 2010
- Grand Slam de Roma do Circuito Mundial de Vôlei de Praia de 2010
- Aberto de Brasília do Circuito Mundial de Vôlei de Praia de 2010
- Aberto de Espinho do Circuito Mundial de Vôlei de Praia de 2007
- Grand Slam de Klagenfurt do Circuito Mundial de Vôlei de Praia de 2010
- Grand Slam de Marselha do Circuito Mundial de Vôlei de Praia de 2009
- Grand Slam de Moscou do Circuito Mundial de Vôlei de Praia de 2009
- Aberto de Brasília do Circuito Mundial de Vôlei de Praia de 2009
- Grand Slam de Klagenfurt do Circuito Mundial de Vôlei de Praia de 2007
- Aberto de Mysłowice do Circuito Mundial de Vôlei de Praia de 2011
- Aberto de Xangai do Circuito Mundial de Vôlei de Praia de 2009
- Grand Slam de Stavanger do Circuito Mundial de Vôlei de Praia de 2007
- Campeonato Europeu  de Vôlei de Praia:2006